# The Big Three Trio
The Big Three Trio ist ein amerikanisches Trio, das den Beginn der Karriere Willie Dixons markierte. Zu dieser Zeit entwickelte sich das Schreibtalent von Dixon, aber es besteht nicht viel Zusammenhang mit der späteren Arbeit bei Chess Records. Den Stil der Gruppe bezeichnete der Kritiker Bill Dahl als “polished, pop-oriented presentation”, also weit entfernt von den späteren Klassikern des Chicago Blues, die Dixon geschrieben hat.

## Geschichte
Der Gitarrist Bernardo Dennis und der Pianist Leonard Caston formten das Trio mit Willie Dixon im Jahre 1946. Ihren Namen gaben sie sich nach den Großen Drei der Kriegszeit, Roosevelt, Stalin und Churchill. Caston war gerade aus dem Armeedienst entlassen worden, wo er während des Zweiten Weltkriegs in der Truppenbetreuung tätig war und die Sängerin Alberta Hunter begleitete. Dixon verweigerte aus Gewissensgründen den Wehrdienst und musste dafür zehn Monate ins Gefängnis. Mit Caston spielte Dixon bereits bei The Five Breezes und mit Dennis bei The Four Jumps of Jive. Caston, der Dixon beim Boxen kennenlernte, überzeugte Dixon eine Musikkarriere anzustreben und baute ihm auch seinen ersten Bass. Nach einem Jahr wurde Bernardo Dennis durch Ollie Crawford an der Gitarre ersetzt.
Die drei Musiker teilten sich den Gesang und entwickelten einen besonderen dreistimmigen Gesang. Auch das Songschreiben wurde innerhalb der Gruppe geteilt. Ihre Vorbilder fanden sich weder im harten Chicago Blues noch im Jumpblues, sondern in den Vokalgruppen dieser Zeit wie den Ink Spots oder den Mills Brothers. Und ihre Bühnenshow stand in der Tradition der professionellen Entertainer. 1946 unterschrieben sie einen Vertrag bei Bullet Records, wo sie aber nur eine Session machten, denn 1947 erhielten sie einen Plattenvertrag bei Columbia Records. Gegen Ende ihres Bestehens wurden sie an das weniger angesehene Sublabel OKeh weitergereicht. Zwei Songs, die das Trio bei OKeh aufnahm, staubte Dixon ab, und während er bei Cobra Records produzierte, gab er sie an den jungen Otis Rush weiter (Violent Love; My Love Will Never Die). 1948 erreichten sie ihren einzigen nationalen Hit in den R&B-Charts, You Sure Look Good to Me, und eine Menge weiterer Songs folgte. Vier Aufnahmen machten sie auch als Band der Sängerin Rosetta Howard, alle für Columbia Records.
Nachdem Caston 1952 die Gruppe verlassen hatte, bedeutete dies auch ihr Ende. Willie Dixon heuerte endgültig bei Chess Records an, wo er bereits seit 1951 als Künstler unter Vertrag stand, und eroberte dort seinen Platz in der Bluesgeschichte als Autor, Musiker und Produzent.

## Diskographie

### Singles
Columbia 30000 series – Rhythm/Blues series:
- Signifying Monkey / If the Sea Was Whiskey (Columbia 30019)
- Lonley Roamin’ / Money Tree Blues (Columbia 30055)
- Baby, I Can’t Go without You / After Awhile (Columbia 30103)
- No More Sweet Potatoes / It Can’t Be Done (Columbia 30108)
- You Sure Look Good to Me / 88 Boogie (Columbia 30110)
- Big Three Boogie / Evening (Columbia 30125)
- Reno Blues / I’ll Be Right Some Day (Columbia 30142)
- Since My Baby Been Gone / Just Can’t Let Her Be (Columbia 30144)
- Hard Notch Boogie Beat / I Feel Like Steppin’ Out (Columbia 30156)
- Big Three Stomp / I Ain’t Gonna Be Your Monkeyman No More (Columbia 30166)
- No One to Love Me / Get Her off My Mind (Columbia 30174)
- Don’t Let the Music Die / Practising the Art of Love (Columbia 30199)
- Good Bye Mr. Blues / Till the Day I Die (Columbia 30142)
- Why Do You Like Me Like You Do / There Is Something on My Mind (Columbia 30228)
- Blip, Blip / Appetite Blues (Columbia 30229)[6]

Okeh Records:
- Lonesome / Violent Love (Okeh 6807)
- It’s All Over Now / Tell That Woman (Okeh 6842)
- Blue Because of You / Got You on My Mind (Okeh 6863)
- You Don’t Love Me No More / My Love Will Never Die (Okeh 6901)
- Come Here Baby / Be a Sweetheart (Okeh 6944)[7]

### Kompilationsalben
- 1990: The Willie Dixon: The Big Three Trio Columbia/Legacy
- 1999: I Feel Like Steppin' Out Dr. Horse
- 1999: Signifying Monkey Dr. Horse
- 2008: Roots N Blues: The Big Three Trio SPV[1]